# حسین‌آباد سرگل
حسین‌آباد سرگل، روستایی در دهستان گلاشکرد بخش مرکزی شهرستان فاریاب در استان کرمان ایران است.

## جمعیت
بر پایه سرشماری عمومی نفوس و مسکن در سال ۱۳۹۵، جمعیت این روستا برابر با ۲۳۴ نفر (۷۴ خانوار) بوده‌است.